# Ставло, Жан де
Жан де Ставло (фр. Jean de Stavelot, нидерл. Jean de Stavelot, лат. Johannes de Stabulis, Johannes Stabulensis; 5 июня 1388 — 16 октября 1449) — средневековый нидерландский хронист и агиограф, переписчик и иллюминатор рукописей, монах-бенедиктинец из аббатства Сен-Лоран в Льеже, автор «Льежской хроники» (фр. Chroniqueliégeoise), продолжатель «Зерцала историй» Жана д’Утремёза (ум. 1400).

## Биография
Родился 5 июня 1388 года в Ставло (Валлония), в семье местных потомственных эшевенов. Получил начальное образование в школе при местном монастыре. В 1403 году принял постриг в бенедиктинском аббатстве Святого Лаврентия (Сен-Лоран) в Льеже по протекции его настоятеля Этьена де Марлиса (1388—1404), завершив там своё обучение.
В силу юного возраста, вступил в орден и принял духовный сан лишь в 1413 году. В следующем 1414-м был рукоположен в священники, после чего служил ризничим соборной церкви аббатства в Ставло. Однако конфликт с тамошним аббатом заставил его, в конце концов, покинуть родной город и поселиться в льежском аббатстве Сен-Лоран, принадлежавшем конгрегации Клюни.
Занимавший в это время должность настоятеля аббатства Анри Аде (1404—1434), являвшийся членом капитула коллегиальной церкви Сен-Жак в Льеже, немало сделал не только для восстановления обители Сен-Лоран после эпидемии чумы, но и для приращения её книжного собрания и расширения скриптория, особое внимание уделив образованию, для чего установил в 1427 году чёткие правила подготовки преподавателей монастырской школы. Закономерным следствием этих преобразований стало возрождение де Ставло монастырского летописания, которым он занялся по инициативе нового аббата. 
В 1421—1422 годах де Ставло сопровождал льежского князя-епископа Иоганна VIII Хайнсберга (1419—1455) в крестовом походе против гуситов, изложив свои впечатления в составленной позже хронике.
По возвращении в Льеж он занимался перепиской книг и литературными трудами. По названиям известно около 60 рукописей, которые он иллюстрировал, а иногда и переписывал собственноручно, однако большинство из них утрачены. Среди наиболее замечательных его произведений выделяются книги о Святом Лаврентии Римском (Сен-Лоране) и Святом Бенедикте Нурсийском.
В 1437 году он участвовал в провинциальном соборе своего ордена в Кёльне, а в 1442-м присутствовал на коронации германского короля Фридриха III в Ахене.
Умер 16 октября 1449 года в аббатстве Сен-Лоран, в соборе которого был похоронен. После захвата в 1794 году монастыря французской армией, превратившей его в военный госпиталь, и разрушения в 1809 году соборной церкви захоронение было утрачено.

## Сочинения
Является автором следующих трудов:

1. «Латинская хроника» (лат. Chronique latine) в прозе. Компилятивная по своему характеру, она составлена была не позже 1437 года и хронологически охватывает события с 1364 по 1428 год. Наиболее полные её рукописи хранятся в Королевской библиотеки Бельгии в Брюсселе под шифрами MS 9841 и MS 21822. Впервые напечатана в 1616 году в Льеже учёным инквизитором Жаном Шаповиллем.
2. «Пятая [книга] краткой хроники страны Льежской» (лат. Cinquieme chronique du pays de Liege en bref). Составлялась с 1411 года на среднефранцузском языке прозой со стихотворными вставками, с использованием материалов предыдущей хроники, окончательно атрибутированной де Ставло лишь в начале XX века учёным каноником Льежского собора Сильвеном Балау. Хронологически охватывает события с 1400-го по 8 июля 1447 года, представляя из себя продолжение и, по факту, пятую книгу «Зерцала историй» Жана д’Утремёза.
Предметом интереса де Ставло является прежде всего Великий раскол Римской церкви (1378—1417), особенно вражда между авиньонским антипапой Бенедиктом XIII (1394—1423) и римскими понтификами, конфликты между городскими властями Льежа и Льежским князем-епископом, а также события, в которых он участвовал лично, включая Второй крестовый поход против гуситов (1421) и коронацию германского короля Фридриха III (1442). В отношении литературного стиля и языка его хроника уступает труду д’Утремёза, но отличается доступностью своего изложения и вниманием к деталям.
Хроника де Ставло была продолжена льежским священником Жаном де Па (ум. 1470), а затем кантором и библиотекарем аббатства Сен-Лоран Адрианом Ауденбосским (ум. 1482), описавшими события правления князей-епископов Иоганна Хайнсберга и Луи де Бурбона (1456—1482). Она представлена автографической рукописью из Королевской библиотеки Бельгии (MS 10457-10462) и впервые полностью опубликована в 1861 году в Брюсселе в 10-м выпуске «Собрания хроник Бельгии» под редакцией профессора истории Льежского университета Адольфа Борнье. В 1866 году там же увидел свет её развёрнутый аналитический обзор, подготовленный бельгийским историком-архивистом Станисласом Бормансом. В 1913 году её переиздал с новыми комментариями вышеназванный Сильвен Балау в 40 томе «Собрания неопубликованных хроник Бельгии».
3. «Книга о Святом Бенедикте» (лат. Liber de sancto Benedicto). Написана между 1432 и 1437 годами латинской прозой, с вкраплениями стихов на среднефранцузском и фламандском языках. Содержит рассказы о жизни и чудесах Св. Бенедикта Нурсийского, включая шесть оригинальных, которые сопровождаются иконографическими комментариями, увенчанными своеобразным генеалогическим древом, иллюстрирующим происхождение духовных знаний и основоположений деятельности ордена от его основателя к целой семье образованных им конгрегаций и новых орденов. Историк-медиевист из Льежского университета Жак Стьеннон довольно высоко оценивает талант де Ставло как художника-миниатюриста, хотя, по мнению французского историка и геральдиста Жака Мержи де Тюпиньи, его стиль является архаичным.
Единственная полная рукопись книги на 201 пергаментном листе хранится в Библиотеке и Архиве замка Шантийи (MS 738), куда она попала в 1870 году из частного собрания, где находилась с 1795 года после расформирования книжного собрания льежского аббатства Св. Лаврентия. Факсимильное издание книги увидело свет в 1908 году под редакцией французского палеографа и библиографа Леопольда Виктора Делиля, научное издание её текста опубликовано в 1937 году в первом номере научного журнала Брюссельского общества латинских исследований «Latomus» бельгийским филологом Анри Альбером. Академическое издание книги выпущено в 2016 году издательством аббатства Святой Одилии близ Эрезинга (Бавария) под редакцией научного сотрудника Центрального института истории искусств в Мюнхене Верены Бестле-Хофман, сопроводившей её текст подробным источниковедческим и филологическим исследованием.
4. «Зерцало спасения человечества» (лат. Speculum humanae salvationis). Богословский трактат, написанный в 1428 году латинской прозой. В приложении даётся подробное жизнеописание Святого Лаврентия Римского. Сохранилось в рукописи из Королевской библиотеки Бельгии (MS 9332-9246).
5. «Доктринальное спасение» (фр. Doctrinal Sauvage). Написанная в 1444 году на среднефранцузском языке, она представляет собой переработку англо-нормандской поэмы XIII века «Doctrinal le salvage». Сохранилась в той же рукописи из Королевской библиотеки Бельгии (MS 10457-10462), что и «Краткая хроника страны Льежской».
6. «Милосердие» (лат. Miserere). Среднефранцузское переложение одноимённой поэмы духовного содержания, принадлежащей перу аббата Бартелеми Сен-Фюзьенского (ум. 1231), выступавшего под псевдонимом Renclus de Molliens. Дошла до нас в той же рукописи, что и предыдущее сочинение. Опубликована в 1885 году в Париже нидерландским филологом-медиевистом Антоном Герардом Ван-Хамелем в «Библиотеке Школы перспективных исследований в области религиозных наук».

## Публикации
- Chronique de Jean de Stavelot, publiée par Adolphe Borgnet. — xii, 664 p. — Bruxelles: M. Hayez, 1861. — (Collection de chroniques belges inédites, 10).
- Bormans Stanislas. Table analytique des matières contenues dans la chronique de Jean de Stavelot. — Bruxelles: Hayez, 1866. — 90 p.
- Chroniques liégeoises, éditées par le chanoine Sylvain Balau. — Tome I. — Bruxelles, M. Hayez, 1913. — xxxiv, 590 p. — (Collection de chroniques belges inédites, 40).
- Unus liber de Sancto Benedicto: das Benediktskompendium des Jean de Stavelot und die Klosterreform des 15. Jahrhunderts. Hrsg. von Verena Bestle-Hofmann. — Sankt Ottilien: EOS, 2016. — 373 p. — (Studien und Mitteilungen zur Geschichte des Benediktiner-Ordens und seiner Zweige. Ergänzungsband, 50). — ISBN 978-3-8306-7788-8.